# 山西財経大学
山西財経大学（さんせいざいけいだいがく）は中国山西省太原市にある大学。1997年10月27日に山西経済管理学院と山西財経学院が合併して設立。